# Тетрагидридоборат(III) цезия
Тетрагидридоборат(III) цезия (борогидрид цезия, боронат цезия) — Cs[BH4], неорганическое соединение, комплексный смешанный гидрид цезия и бора. Устойчивое белое мелкокристаллическое вещество с кубической гранецентрированной решёткой.
Плохо растворим в воде (ПР=2,5⋅10−7), спирте, эфире. Получают взаимодействием метилата цезия с борогидридом натрия в среде метанола или обменной реакцией гидроксида, роданида, ацетата или галогенида цезия с Na[BH4] в растворе метанола, этанола, изопропиламина или водного раствора изопропилового спирта:
{\displaystyle {\mathsf {Na[BH_{4}]+CH_{3}\!\!-\!\!O\!\!-\!\!Cs=Cs[BH_{4}]\downarrow +CH_{3}\!\!-\!\!O\!\!-\!\!Na}}}